# Mistrzostwa Afryki w Piłce Nożnej Kobiet 2010
Mistrzostwa Afryki w Piłce Nożnej Kobiet 2010 odbyły się w dniach 31 października – 14 listopada 2010 roku w Republice Południowej Afryki. Była to 9 odsłona tego turnieju, który odbywa się pod egidą CAF. Tytułu broniła reprezentacja Gwinei Równikowej. Drużyna ta dotarła do finału, gdzie jednak przegrała z Nigerią dla której był to ósmy triumf w tych rozgrywkach.
W turnieju wzięło udział 8 drużyn, które po fazie eliminacji zostały podzielone na 2 grupy. Turniej posłużył również jako eliminacje do Mistrzostw Świata kobiet, które odbędą się w 2011 w Niemczech. Drużyny, które dotarły do finału (Nigeria i Gwinea Równikowa) zostały automatycznie zakwalifikowane do niemieckiego mundialu. 

## Kwalifikacje
Kwalifikacje do turnieju finałowego odbyły się w dniach od 5 marca do 23 maja i miały charakter dwufazowy. W fazie przedeliminacyjnej mecze rozegrało 18 najniżej sklasyfikowanych zespołów afrykańskich, które rozegrały pomiędzy sobą dwumecz. Zwycięzcy zakwalifikowali się do pierwszej rundy eliminacji, gdzie zostało już rozstawione 5 zespołów. Również ta faza rozegrana została na zasadzie dwumeczu. Zwycięzcy dołączyli do automatycznie zakwalifikowanego gospodarza mistrzostw - RPA, w turnieju finałowym gdzie zostali rozlosowani do dwóch grup po 4 zespoły. 

### Runda przedeliminacyjna
Mecze rundy przedeliminacyjnej rozegrane zostały w dniach 5-7 marca 2010 (pierwszy mecz) oraz 19-21 marca 2010 (rewanż).
| Drużyna #1 | WD  | Drużyna #2   | 1m  | Rw  |
| ---------- | --- | ------------ | --- | --- |
| Egipt      | w/o | Algieria     |     |     |
| Namibia    | 3-2 | Angola       | 2-1 | 1-1 |
| Botswana   | 2-7 | DR Kongo     | 0-2 | 2-5 |
| Senegal    | 1-0 | Maroko       | 0-0 | 1-0 |
| Gabon      | 2-5 | WKS          | 1-2 | 1-3 |
| Gwinea     | 4-3 | Sierra Leone | 3-2 | 1-1 |
| Togo       | w/o | Mali         |     |     |
| Etiopia    | 2-4 | Tanzania     | 1-3 | 1-1 |
| Kenia      | w/o | Erytrea      |     |     |

### Pierwsza runda
| Drużyna #1 | WD   | Drużyna #2       | 1m  | Rw  |
| ---------- | ---- | ---------------- | --- | --- |
| Algieria   | 2-1  | Tunezja          | 1-1 | 1-0 |
| Namibia    | w/o  | Gwinea Równikowa | 1-5 | w/o |
| DR Kongo   | 0-5  | Kamerun          | 0-2 | 0-3 |
| Senegal    | 0-4  | Ghana            | 0-1 | 0-3 |
| WKS        | 2-5  | Nigeria          | 1-2 | 1-3 |
| Gwinea     | 2-3  | Mali             | 0-2 | 2-1 |
| Tanzania   | 11-4 | Erytrea          | 8-1 | 3-3 |

Legenda
- WD - Wynik Dwumeczu
- 1m - Wynik pierwszego meczu
- Rw - Wynik rewanżu

### Uczestnicy
- Południowa Afryka (gospodynie)
- Algieria
- Kamerun
- Gwinea Równikowa
- Ghana
- Mali
- Nigeria
- Tanzania

## Turniej finałowy

### Faza Grupowa

#### Grupa A
| Zespół   | Pkt | M | W | R | P | Br+ | Br- | +/- |
| -------- | --- | - | - | - | - | --- | --- | --- |
| Nigeria  | 9   | 3 | 3 | 0 | 0 | 10  | 1   | +9  |
| RPA      | 6   | 3 | 2 | 0 | 1 | 7   | 3   | +4  |
| Mali     | 3   | 3 | 1 | 0 | 2 | 3   | 11  | -8  |
| Tanzania | 0   | 3 | 0 | 0 | 3 | 3   | 8   | -5  |

#### Grupa B
| Zespół           | Pkt | M | W | R | P | Br+ | Br- | +/- |
| ---------------- | --- | - | - | - | - | --- | --- | --- |
| Gwinea Równikowa | 7   | 2 | 1 | 0 | 0 | 6   | 3   | +3  |
| Kamerun          | 7   | 2 | 1 | 0 | 0 | 6   | 4   | +2  |
| Ghana            | 3   | 1 | 0 | 2 | 0 | 4   | 6   | -2  |
| Algieria         | 0   | 0 | 0 | 3 | 0 | 2   | 5   | -3  |

### Faza Pucharowa

#### Półfinały
| 11 listopada 2010 10:30 | Nigeria · Helen Ukaonu 33' · Oparanozie 45+1' · Nkwocha 58', 74', 81' (k) | 5 – 1(2 – 0)Raport | Kamerun · Ngock 47' | Sinaba Stadium, Daveyton |
|                         |                                                                           |                    |                     |                          |

| 11 listopada 2010 15:30 | Gwinea Równikowa · S. Simporé 103', 125' · Jade 109' | 3 – 1 d.(0 – 0, 0 – 0)Raport | RPA · Dlamin 128' | Sinaba Stadium, Daveyton |
|                         |                                                      |                              |                   |                          |

#### Mecz o 3 miejsce
| 14 listopada 2010 10:00 | Kamerun | 0 – 2(0 – 2)Raport | RPA · Skiti 8' · Dlamini 38' | Sinaba Stadium, Daveyton |
|                         |         |                    |                              |                          |

#### Finał
| 14 listopada 2010 14:00 | Nigeria · Nkwocha 8' · Oparanozie 76' · Nke 77' (sam.) · Carol 84' (sam.) | 4 – 2(1 – 0)Raport | Gwinea Równikowa · Carol 62' · Jade 81' | Sinaba Stadium, Daveyton |
|                         |                                                                           |                    |                                         |                          |